# Истрина, Евгения Самсоновна
Евге́ния Самсо́новна И́стрина, урожденная Кузьменко (22 февраля [6 марта] 1883, Одесса — 4 апреля 1957, Ленинград) — лингвист-русист, историк языка, член-корреспондент АН СССР (1943).

## Биография
Родилась 22 февраля (6 марта) 1883 года в крестьянской семье. Окончив Одесскую гимназию с золотой медалью, слушала лекции в Новороссийском университете.
В 1906 году вышла замуж за профессора (с 1907 года — академика) В. М. Истрина.
В 1909 году окончила Петербургские высшие женские курсы (Бестужевские курсы) и до 1916 года преподавала на них общее и сравнительное языкознание и славяноведение.
С 1919 года преподавала в Петроградском педагогическом институте (затем ЛГПИ) (профессор, 1935), в 1942—1944 годах в эвакуации в Алма-Ате состояла профессором Алма-Атинского университета. С 1944 года находилась в Москве, была профессором МГУ. В 1947 году вернулась в ЛГПИ.
Скончалась 4 апреля 1957 года. Похоронена на Литераторских мостках Волковского кладбища.

## Научное наследие
Её первая печатная работа — рецензия на книгу профессора В. К. Поржезинского «Элементы языковедения и истории русского языка» в Журнале Министерства народного просвещения (март 1911). Затем вышла её книга «Руководство по истории русского языка с хрестоматией, снимками с древних рукописей и с двумя картами в красках» (Петроград, 1915), которая была переиздана в 1917 и 1923 годах. В 1923 году была напечатана ещё одна работа Е. С. Истриной, одно из классических исследований по русскому историческому синтаксису: «Синтаксическiя явленiя Синодальнаго списка 1-й Новгородской летописи» (Петроград, 1923. — IV, 204 с.)
В 1934 году, совместно с профессором К. Б. Бархиным она составила учебник для высших педагогических учебных заведений «Методика русского языка в средней школе»
С 1950 года участвовала в работе над 17-томным Большим академическим словарём русского языка, удостоена за этот труд посмертно Ленинской премии в 1970 году. Е. С. Истрина была одним из главных редакторов (наряду с В. В. Виноградовым и С. Г. Бархударовым) двухтомной академической «Грамматики русского языка» (М., 1953—1954, переиздана в 1960).
Статьи и книги Истриной посвящены различным проблемам исторической и синхронной русистики вплоть до методики школьного преподавания и культуры речи

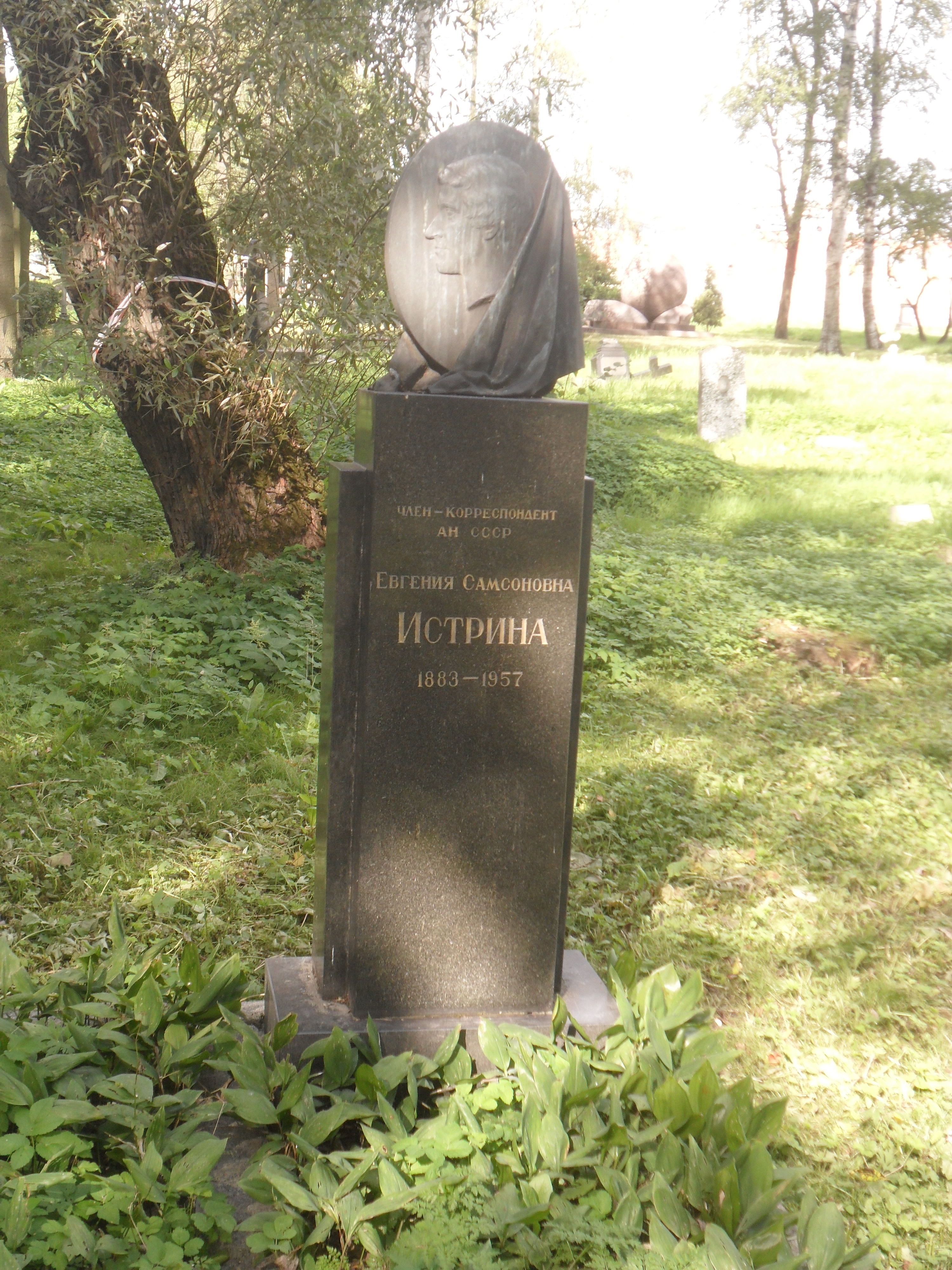
Могила Е. С. Истриной на Литераторских мостках в Санкт-Петербурге.

## Награды и премии
- орден Ленина
- орден Трудового Красного Знамени (10.6.1945)
- Ленинская премия (1970 — посмертно) — за создание 17-томного Словаря современного русского литературного языка.